# Bobok (Künstler)
Bobok, eigentlich Markus Giltjes (* 26. Oktober 1966 in Emmerich) ist ein deutscher Maler, Musiker und Medienkünstler.

## Leben
Nach ersten Ausstellungen studierte Giltjes zunächst Freie Kunst und Malerei in Köln und anschließend Visuelle Kommunikation an der HFBK Hamburg. Hier entstanden erste elektronische Werke am Computer, zum Beispiel Boiler ++ oder Gruben.
Parallel zur Malerei und Medienkunst arbeitete Giltjes als Musiker, Schlagzeuger und Produzent. Eine Zeitlang wirkte er in der deutschen New-Wave-Szene und spielte zeitgleich als Schlagzeuger bei Invisible Limits, Girls Under Glass (Grey in Grey), Project Pitchfork, Catastrophe Ballet und Sleeping Dogs Wake. Bei der deutschen New-Wave-Band Pink Turns Blue war er Gründungsmitglied und trommelte Giltjes von 1986 bis 1990. Seit der Reunion im Jahr 2003 ist Giltjes als medialer Macher im Hintergrund tätig.
Als Bobok arbeitet Markus Giltjes seit 2000 in Visselhövede am Westrand der Lüneburger Heide. Der Künstlername entstand zunächst als „performanceorientierter Fullbodycharakter“ in Zusammenarbeit mit Gvoon Arthur Schmidt. Der Künstlername ist an eine Kurzgeschichte von Dostojewski angelehnt und war ursprünglich der Name von Giltjes Webserver.

## Werke

### Ausstellungen (Auswahl)
- 2019: Heil Herz – alles für die Liebe – Raum für Gäste in Aachen[7]
- 2016: Autsch mein Auge – Galerie vorn und oben, Eupen, Belgien
- 2015: Next 1 – Galerie vorn und oben, Eupen, Belgien
- 2014: Mettwurstmama grrr – Popupgallerie, Hamburg
- 2012: Cool Silicon Art Award Exhibition – Deutsche Werkstätten Hellerau, Dresden
- 2011: krisenflutschi tatütata – Live 3 – Karlspreis 2011, Aachen
- 2011: Übergriffe mit Dieter Rogge –  GaDeWe, Bremen[5]
- 2010: bambi tingel tangel angsthasenparade – Sstrale 2010, Direktorenvilla, Dresden.
- 2009: Hunger – Weltkrieg ohne Wurst. Ostrale 09 – Direktorenvilla, Dresden.
- 2007: bullerbü deathmatch. Schlößchen Borghees, Emmerich am Rhein.
- 1995: Particles. Interaktive Installation Gvoon, KX Kampnagel, Hamburg.
- 1993: mediale. Telematik Workgroup, Hamburg.
- 1992: riethbroek 100, mit Klaus Romen-Naegel. Kunstverein Emmerich.
- 1986: giltjes. Kunstverein Emmerich.
- 1985: auge und mehr Lohmann Fabrik, Emmerich.

### Performances
- 2000: Gvoon – Improvisationen zu kafkaesken Traeumen – live und Internet Performance. Musikhalle Hamburg.
- 1999: Eighth National Poetry Video Festivals, Chicago, Gvoon.
- 1999: klangbilder der virtuellen welten. Czukay/Gvoon:Magazine, Can Solo Projects (Live Tour).
- 1995: Gvoon – The Untouchable Painting – Performance. Opera Stabile, Hamburg.
- 1985: fat mamas decision. Lohmann Fabrik, Emmerich.

## Diskografie

### Mit Pink Turns Blue
- 1987: If Two Worlds Kiss (Fun Factory!)
- 1988: Meta (Fun Factory!)
- 1989: Your Master Is Calling (Single)
- 1990: Eremite (Our Choice)
- 2005: Phoenix (Orden)
- 2004: Re-Union (Orden, als Art Director)
- 2007: Ghost (Orden, als Komponist)
- 2011: Aerdt (Rerelease, neu eingespielt, Orden Records)

### Mit Girls Under Glass
- 1992: Darius (Dark Star/EFA)
- 1993: Christus (Dark Star)
- 1995: Crystals & Stones (Dark Star)

### Mit Bastard
- 1995: Random Mindmachine (feat. Karin Sherret, Plattenmeister)
- 1995: Zing Boom! (EP, Plattenmeister)
- 1996: Useless Brillant Nothing (Plattenmeister)

### Als Bobok
- 2005: Soundscapes for Bobok Plus Plus (auf 25 Stück limitierte CD, Eigenproduktion)
- 2006: Soundscapes to Büllerbü Deathmatch (auf 25 Stück limitierte CD, Eigenproduktion)
- 2008: Ausgesetzte Bilder (auf 25 Stück limitierte Ausstellungs-CD zu Bildern von Gvoon)
- 2009: Audioproject: K11/Direktorenvilla (mit Familie Müller, Performance & MP3)
- 2010: Audioproject K12 (Eigenproduktion)
- 2011: Audioproject 1 (Eigenproduktion)
- 2012: Same (Eigenproduktion)
- 2012: Stulpen Stricken (Eigenproduktion)
- 2012: Lumbo (Eigenproduktion)
- 2012: Audio CD Box (Eigenproduktion)

### Weitere Bands
- 1992: Invisible Limits – Live (Our Choice)
- 1993: Catastrophe Ballet – Trasnition
- 1993: Moon – Explain (Subway Records)
- 1993: Random Mindmachine – Same (Subtronic Records)
- 1995: Sun God – Same (Original Artists Group)
- 1995: Sleeping Dogs Wake – Hold Me Under the Stars (Maxi, Hyperium Records)
- 1998: Musik für Jungs – Same (Eigenproduktion)

### Filmmusik und Videos
- 1994: Vlado Kristl – die hälfte des reichtums für die hälfte der schönheit (Animationsfilm, Musik)
- 1996: Project Pitchfork – Alpha Omega Tour 1995/1996 (VHS-Video, Regie)

Ab 2003 drehte Bobok mehrere Experimentalfilme sowie Videos und Trailer zu diversen Ausstellungen.